# 普兰克施塔特
普兰克施塔特是德国巴登-符腾堡州的一个市镇。总面积8.39平方公里，总人口9775人，其中男性4709人，女性5066人（2011年12月31日），人口密度1 165人/平方公里。